# 相声八德
相声八德是1930年代初活跃于中華民國北平、天津一带的八位相声演員。

## 相声八德
- 裕德隆
- 马德禄
- 李德鍚
- 焦德海
- 刘德志
- 张德泉
- 周德山
- 李德祥